# 紅標米酒

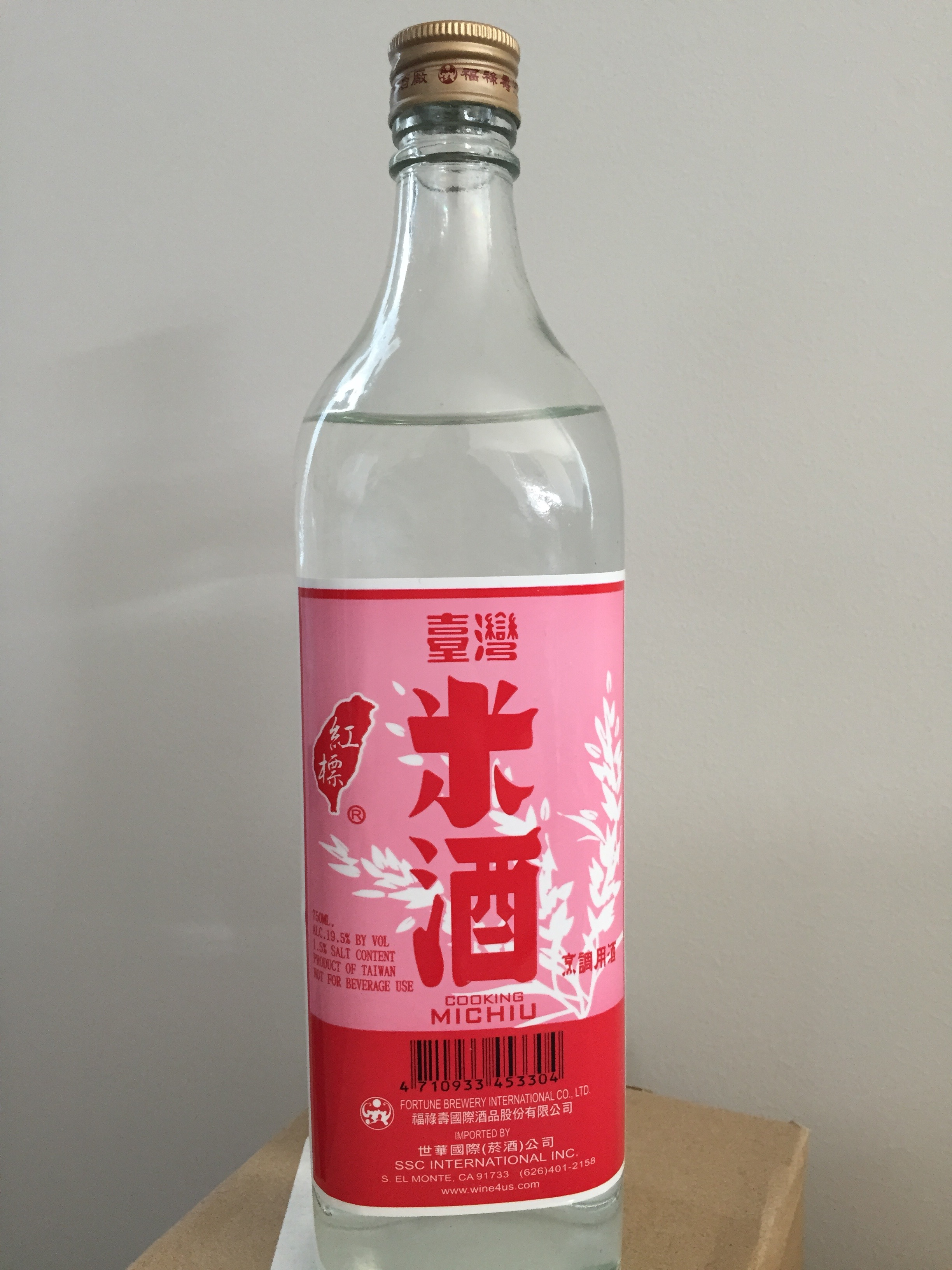
紅標米酒

紅標米酒，是臺灣菸酒公司（前身為臺灣省菸酒公賣局）的米酒品牌，以蓬萊米酒混合糖蜜酒製成。在台灣，主要使用於料理，是常見的家庭料理用品。常用於料理烹煮薑母鴨、麻油雞、羊肉爐、燒酒雞等。

## 歷史
紅標米酒起源於日治台灣。1922年，臺灣總督府推行煙酒專賣制，收購台灣各個民間酒廠。推出的米酒，分為米酒第一、第二、第三號。其中米酒二號，酒精濃度20.5度，後改稱赤標米酒，為紅標米酒的前身。
最早紅標米酒使用在來法：先將米飯煮熟，加入麴；在米飯長霉後，再混合其他煮熟白飯，在大鍋中發酵。1927年，臺灣總督府中央研究所釀造課技師神谷俊一至法屬印度支那（今越南）出差時，在西貢酒廠中學到阿米洛法，帶回台灣。阿米洛法是將白麴中分離出兩種糖化發酵能力最強的菌種，在密閉槽中大量繁殖，再以此來進行發酵。
在台灣，紅標米酒自1977年（民國66年）到1996年（民國85年）間，都維持一瓶新臺幣16元的價格。1980年（民國69年），臺灣省菸酒公賣局將米酒從16元調到20元，引起輿論反彈，臺灣省菸酒公賣局局長吳伯雄因而遭免職，漲價的米酒又調回原價。
台灣為了加入世界貿易組織，承諾廢除煙酒公賣制度，紅標米酒因談判失敗，未被認為僅供料理使用，將依照一般飲用蒸餾酒標準課稅。1998年，臺灣省菸酒公賣局開始調漲紅標米酒價格，由24元上漲為40元。另外發行加鹽之料理米酒因應（但因加鹽酒用於料理會產生部份人可察覺之苦味。）。1999年，立法院進行《菸酒稅法》修訂，因為預期紅標米酒價格將上漲五倍、至135元，引發民眾恐慌，大量囤積紅標米酒，造成米酒缺貨；公賣局由新加坡進口一百萬瓶米酒，仍然無法抑制米酒缺貨問題，成為當年度十大民生新聞之一。

## 製造方法
紅標米酒以原料米酒混合糖蜜酒製成。原料米酒以阿米洛法製程釀造，之後經蒸餾及調和精製食用酒精而成。酒精濃度為19.5%。

## 各種使用法

### 米酒水
台灣婦女在生完小孩後，經常以三瓶紅標米酒煮成一瓶的量，加熱使酒精揮發，稱為米酒水。